# Toon Disney (Royaume-Uni et Irlande)
Toon Disney est une chaîne appartenant à la Walt Disney Company, lancée à l'automne 2000 au Royaume-Uni et en Irlande.

## Histoire
Toon Disney a été lancée le même jour que Playhouse Disney UK. La chaîne est retirée des ondes le 19 mars 2006 à 17 h pour devenir Disney Cinemagic, faute d'audience suffisante.

## Identité visuelle

Logo de Toon Disney du 29 septembre 2000 au 14 mars 2003
Logo de Toon Disney de 15 mars 2003 au 19 mars 2006